# Giulio Maria della Somaglia
Giulio Maria della Somaglia, italijanski rimskokatoliški duhovnik, škof in kardinal, * 29. julij 1744, Piacenza, † 2. april 1830.

## Življenjepis
Leta 1787 je bil imenovan za tajnika v Rimski kuriji in 2. junija 1787 je prejel duhovniško posvečenje.
15. decembra 1788 je bil imenovan za naslovnega patriarha in 21. decembra istega leta je prejel škofovsko posvečenje.
1. junijja 1795 je bil povzdignjen v kardinala in imenovan za kardinal-duhovnika S. Sabina.
Leta 1800 je bil imenovan za prefekta Kongregacije za zakramente, 20. julija 1801 za kardinal-duhovnika S. Maria sopra Minerva, leta [1814 za tajnika v Rimski kuriji, 26. septembra 1814 za kardinal-škofa Frascatija, 2. oktobra 1818 za kardinal-duhovnika S. Lorenzo in Damaso, 21. decembra 1818 za kardinal-škofa Porta e Santa Rufine in 29. maja 1820 še za kardinal-škofa Ostie.